# Уайлд, Эрл
Эрл Уа́йлд (англ. Earl Wild; 26 ноября 1915, Питтсбург, США — 23 января 2010, Палм-Спрингс, Калифорния, США) — американский пианист и композитор.

## Биография
Уайлд начал учиться игре на фортепиано в трёхлетнем возрасте у Зельмара Янсона, который, в свою очередь, был учеником Ксавера Шарвенки; Янсон разучил с Уайлдом первый фортепианный концерт Шарвенки, который Уайлд спустя 40 лет записал. Уже в 12 лет Уайлд выступал как солист с оркестром питсбургской радиостанции KDKA под управлением Виктора Саудека, в 14 лет он был принят в Питтсбургский симфонический оркестр как штатный пианист. В 1935 г. отправился в Нью-Йорк совершенствовать своё мастерство под руководством Эгона Петри, после чего в 1937 г. был принят пианистом в Симфонический оркестр NBC.
В разные годы Уайлд выступал перед шестью американскими президентами — от Герберта Гувера до Линдона Джонсона. В годы Второй мировой войны он нередко сопровождал в поездках Элеонору Рузвельт, играя на фортепиано гимн США перед её публичными выступлениями, а в 1961 г. солировал на концерте по случаю инаугурации Джона Кеннеди. В 1939 г. стал первым пианистом, выступление которого транслировалось в прямом эфире по американскому телевидению, а в 1997 г. дал первый в истории онлайн-концерт в интернете. Помимо фортепиано, в годы Второй мировой войны Уайлд играл на флейте в оркестре Военно-морского флота США; кроме того, в особых случаях он становился и за дирижёрский пульт (в частности, в 1960 г. продирижировав оперой Джакомо Пуччини «Джанни Скикки» в оперном театре Санта-Фе, в одной программе с другой одноактной оперой — «Царём Эдипом» Стравинского под управлением автора).
В 2005 г. в честь своего 90-летия он дал продолжительный сольный концерт в нью-йоркском Карнеги-холле, по памяти без единой запинки исполнив 8 произведений. В 2007 г. дал последний крупный концерт в Лос-Анджелесе. До последних дней жизни Уайлд занимался с юными пианистами, разбирая с ними свою фантазию на темы оперы Гершвина «Порги и Бесс».

## Творческое наследие
Всемирную известность Уайлду принесло исполнение произведений Сергея Рахманинова и Джорджа Гершвина, начиная со знаменитого исполнения «Рапсодии в стиле блюз» под управлением Артуро Тосканини (1942). Уайлду принадлежит значительное количество фортепианных переложений и фантазий на темы музыки Гершвина (помимо ряда оригинальных сочинений, преимущественно фортепианных и хоровых). Среди других излюбленных авторов Уайлда был Ференц Лист, чьи виртуозные пьесы под руками пианиста звучали, по словам критика «Нью-Йорк Таймс», как спонтанные импровизации, удивлявшие самого исполнителя каждым новым неожиданным поворотом. Всего Уайлд оставил записи более чем 35 фортепианных концертов и свыше 700 отдельных пьес.
Наряду с сольной карьерой Уайлд на протяжении всей жизни выступал и как аккомпаниатор. Широкое внимание музыкальной общественности привлекло его выступление с Марией Каллас (1974), среди других исполнителей, выступавших вместе с Уайлдом, — скрипачи Миша Эльман, Оскар Шумский, Руджеро Риччи, Миша Мишаков, Джозеф Гингольд, альтист Уильям Примроуз, виолончелист Леонард Роуз, певцы Дженни Турель, Марио Ланца, Лауриц Мельхиор.
Помимо множества званий и международных наград он является обладателем музыкальной премии Американской академии звукозаписи «Грэмми» (1997, номинация «Лучшее сольное инструментальное исполнение», за альбом с произведениями Георга Фридриха Генделя и Камиля Сен-Санса).

## Личная жизнь
В 1972 году 56-летний Уайлд встретил 23-летнего Майкла Ролланда Дэвиса, только что вернувшегося с Вьетнамской войны и приехавшего к родственникам в Палм-Спрингс, где жил Уайлд. Дэвис стал спутником жизни Уайлда до самой кончины пианиста, взяв на себя все организационно-финансовые стороны его концертной деятельности. Вместе Уайлд и Дэвис основали в 1997 году собственную студию звукозаписи Ivory Classics, выпустившую ряд поздних записей пианиста, в том числе редкий фортепианный цикл Рейнальдо Ана «Замороченный соловей» и альбом «Фортепианные сонаты XX и XXI веков», включающий произведения Сэмюэла Барбера, Игоря Стравинского, Пауля Хиндемита и собственную сонату Уайлда, написанную в 2000 году.